# Ixora cuspidata
Ixora cuspidata är en måreväxtart som beskrevs av Henry Nicholas Ridley. Ixora cuspidata ingår i släktet Ixora och familjen måreväxter. Inga underarter finns listade i Catalogue of Life.